# 比斯基夫河
比斯基夫河（烏克蘭語：Бісків）是烏克蘭西南部的河流，屬於普季爾卡河的右支流。該河流經切爾尼夫齊州的維日尼察區，河道全長15公里，流域面積66.3平方公里。